# Ratatouille : Cuisine en délire
Pour les articles homonymes, voir Ratatouille (homonymie).
Ratatouille : Cuisine en délire est un jeu vidéo sorti en 2008 sur Nintendo DS, qui rassemble des mini-jeux de rapidité et d'agilité. Le jeu a été développé par Helixe et édité par THQ. Il est basé sur le film d'animation Ratatouille de Pixar.

## Système de jeu
Les mini-jeux consistent à découper des ingrédients (légumes, viandes, etc.), à les assaisonner et à les faire cuire, en un temps limité.

## Accueil
- Jeuxvideo.com : 4/20[2]